# Arthur Shearly Cripps
Arthur Shearly Cripps (Tonbridge, 10 giugno 1869 – Chivhu, 1º agosto 1952) è stato un religioso e missionario britannico con cittadinanza britannica.

## Biografia
Cripps nacque a Tunbridge Wells,  nel Kent, il giorno decimo del giugno 1869, studiò a Oxford, nel Trinity College e frequentò poi il Cuddeston Theological College prendendo i voti. Fu ordinato diacono nel 1892 e sacerdote l'anno seguente e prestò servizio come curato assistente a Icklesham nel Sussex.  Dal 1894 fu parroco a Ford End, Essex.  Intorno al 1897 si offrì alla Society for the Propagation of the Gospel (SPG) per prestare servizio nel Mashonaland, Rhodesia (Zimbabwe), dove andò nel 1901 trascorrendovi la maggior parte del successivo mezzo secolo. Verso la fine del 1900 viaggiò attraverso l'Italia fino a Napoli, dove si imbarcò sul piroscafo tedesco Herzog per il viaggio verso Beira, e giunse a Umtali (ora Mutare) il 6 gennaio 1901.  Critico della politica della chiesa, ma ancora più critico degli atteggiamenti del governo e dei coloni, combatté una battaglia per tutta la vita per i diritti degli africani. Acquisendo 7.700 acri di terreni agricoli, costruì una chiesa con il tetto di paglia vicino a Chivhu a Maronda Mashanu e una capanna rotonda in cui visse. I suoi inquilini non pagavano l'affitto e coltivavano a loro piacimento. Dopo il 1930 tagliò formalmente i suoi legami anglicani, diventando semplicemente "un missionario cristiano nel Mashonaland". 
È noto principalmente per i suoi racconti, che sono letti e insegnati in Sudafrica.

## Opere
- Titania and Other Poems (1900)
- Primavera: Poems by Four Authors (1900)
- Jonathan: A Song of David (1902)
- The Black Christ (1902) poemi
- Magic Casements (1905)
- Lyra Evangelistica: Missionary Verses of Mashonaland (1909)
- Faerylands Forlorn: African Tales (1910)
- The Two of Them Together: A Tale About Africa To-Day (1910)
- The Brooding Earth (1911) romanzo
- Pilgrimage of Grace, Verses on a Mission (1912)
- Bay-Tree Country (1913) romanzo
- Pilgrim's Joy Verses (1916)
- Lake and War: African Land and Water Verses (1917)
- Cinderella in the South: South African Tales (1918)
- An Africa for Africans: A Plea on Behalf of Territorial Segregation Areas and Their Freedom in a Southern African Colony (1927)
- Africa: Verses (1939)